# Isatjärnen
Isatjärnen är en sjö i Bollebygds kommun i Västergötland och ingår i Göta älvs huvudavrinningsområde. Sjöns area är 0,024 kvadratkilometer och den är belägen 197 meter över havet.